# Monolatrie

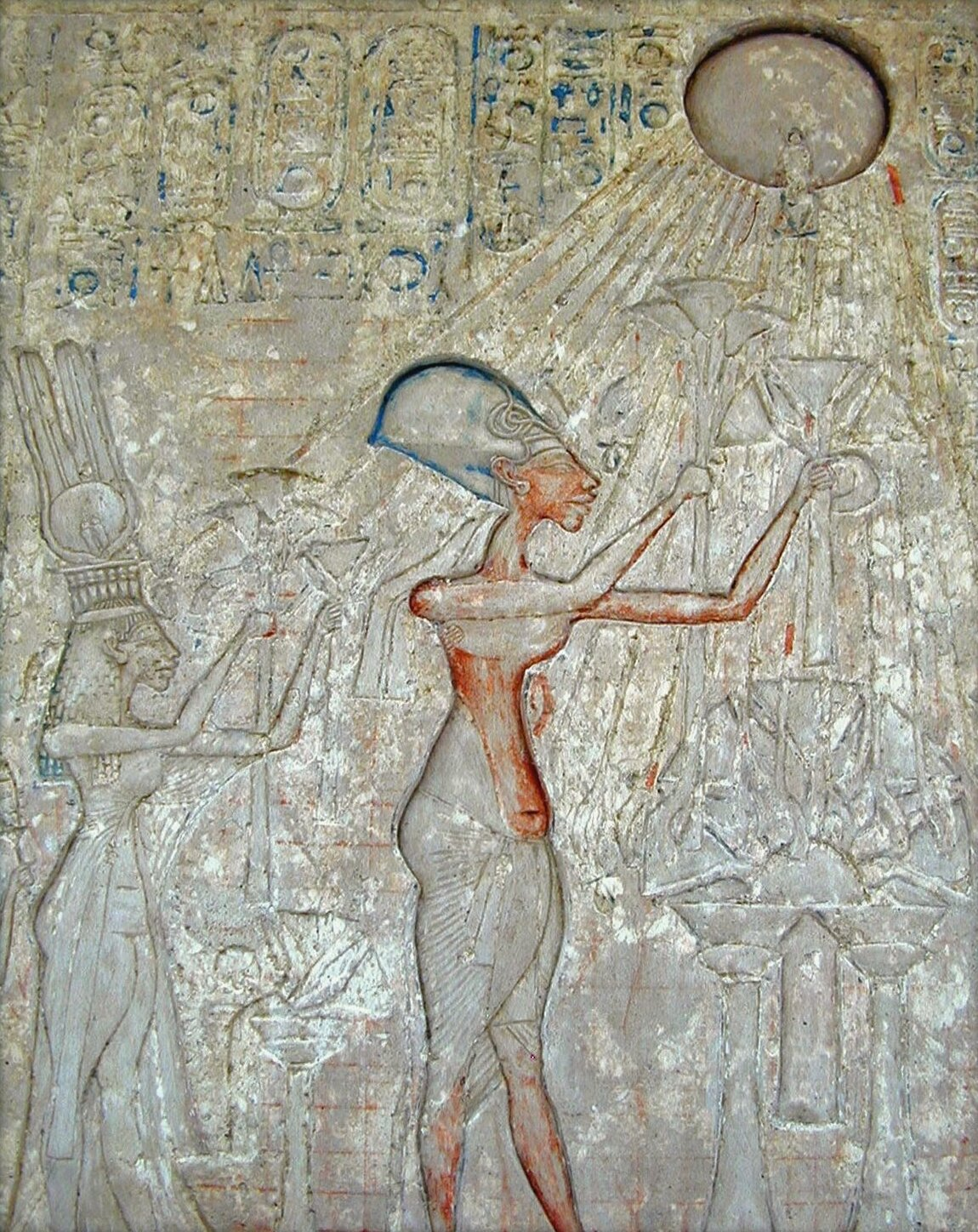
Faraón Achnaton se svou rodinou uctívá Atona v podobě slunečního disku

Monolatrie, doslova jediné uctívání (z řeckého μόνος (monos) = jediné a λατρεία (latreia) = uctívání ) znamená uctívání jediného boha na určitém místě nebo ve zvláštním kmeni nebo v lidu, aniž by existence jiných bohů byla zpochybněna. Tento pojem se mnohdy těžko odlišuje od henoteismu.

## Starý zákon
Existují četné důkazy, že v Izraeli před babylonským exilem (před rokem 597 př. n. l.) ještě neexistovala monolatrie. Kromě JHVH byla uctívána i jiná božstva, mužská i ženská. Bohoslužby probíhaly na kultovních vyvýšeninách (posvátná návrší).
Na území Izraele byly nalezeny nápisy a artefakty, které poukazují na uctívání jiných bohů. Například v roce 1975 v Kuntilet Ajrud v Judsku se dochoval nápis z 8. nebo 7. století př. Kr. obsahující požehnání: „JHVH a jeho ženy Ašery“.
Důvodem přechodu z polyteismu do monolatrie byl pravděpodobně pád judského království, který byl interpretován jako trest za uctívání jiných bohů.
Tato nová interpretace vlastní historie vedla k tomu, že biblické knihy byly (znovu) navrženy tak, aby ostře odsoudily uctívání jiných bohů.